# Selección de fútbol sala de Venezuela
- No confundir con Selección de fútbol de salón de Venezuela, que compite en los torneos de la FIFUSA y la AMF.

La selección de fútbol sala de Venezuela es el equipo formado por jugadores de nacionalidad venezolana que representa a la Federación Venezolana de Fútbol (FVF) en las competiciones oficiales organizadas por la Confederación Sudamericana de Fútbol (Conmebol) y la Federación Internacional de Fútbol (FIFA).

## Historia
En Venezuela el Fútbol Sala se practica desde 1922 cuando se creó la Liga Especial de Fútbol 5, con una participación de 6 clubes. En 1943 Venezuela se alzó con el título en los juegos sudamericanos siendo anfitrión del torneo.
La Federación Internacional de Fútbol Aficionado (F.I.F.A) tiene admitida dentro de esta disciplina la modalidad “Fútbol Sala” organizando las competencias Internacionales en los años 1989, 1993, 1996, 2000 y 2004,  participando la selección sudamericana en las eliminatorias de los Mundiales de 1996, 2000 y 2004.
La Federación Venezolana de Fútbol creó la Comisión de Fútbol 5, actualmente denominada Comisión Nacional de Fútbol Sala (Futsal), con sus respectivas Comisiones Regionales que desarrollan torneos locales en diferentes categorías y conforman las Selecciones Estatales para participar en los Campeonatos Nacionales.
A partir del año 2000 numerosas organizaciones que venían desarrollando la actividad de fútbol de salón, voluntariamente se han incorporado a la organización de la F.V.F. participando en sus competencias de acuerdo a las reglas de juego de la F.I.F.A., conformándose así un movimientos de atletas y entidades deportivas de significativo volumen.
El fútbol sala por ser una modalidad de la disciplina del fútbol, esta federación solicitó formalmente ante el Instituto Nacional de Deportes la incorporación de ésta en el programa de los “Juegos Deportivos Nacionales Juveniles” El Directorio del Instituto Nacional de Deportes el día 10 de abril de 2001, admitió la participación de la modalidad del fútbol sala tanto en femenino como en masculino, como exhibición en los “XIV Juegos Deportivos Nacionales Juveniles Lara 2001”.
De conformidad con lo preceptuado en los artículos 3, numerales 1 y 2 del artículo 36 de la Ley del Deporte, en concordancia con lo previsto en los incisos c, n, o y w del numeral 2 del artículo 10 y numeral h del artículo 16, de los estatutos de la Federación Venezolana de Fútbol se dicta la siguiente resolución:
"Incorporar a las Entidades deportivas que desarrollan esta modalidad a la estructura de esta Federación, por intermedio de las Asociaciones de Fútbol de cada Entidad Federal, previa afiliación de los clubes que la desarrollen y practiquen, inscrito en el registro de Entidades Deportivas Federadas llevado por el Instituto Nacional de Deportes o los Entes Públicos Descentralizados como Club de la disciplina de Fútbol Modalidad Fútbol Sala."

### Clasificación al Primer Mundial de la modalidad fútbol sala
Venezuela clasifica ganando a la  Chile en las eliminatorias en Brasil con marcador 3 a 2 el día 6 de febrero de 2020, dándole su primer mundial de la especialidad Mundial Futsal 2020 que se realizara en Lituania desde 12 de septiembre de 2021. En la competición, debutó con victoria frente al equipo local Lituania por 2 a 1, venció por la mínima al equipo de Costa Rica y cerró la fase de grupos con un agónico empate al final del partido frente a Kazajistán, avanzando invicta a los octavos de final en su primera participación en una competición internacional. En la siguiente ronda, se enfrentaría a Marruecos, donde recibiría su primera derrota y eliminación por un marcador de 3-2.

## Estadísticas

### Copa Mundial de Futsal FIFA
| Copa Mundial de FUTSAL FIFA | Copa Mundial de FUTSAL FIFA | Copa Mundial de FUTSAL FIFA | Copa Mundial de FUTSAL FIFA | Copa Mundial de FUTSAL FIFA | Copa Mundial de FUTSAL FIFA | Copa Mundial de FUTSAL FIFA | Copa Mundial de FUTSAL FIFA |
| Año                         | Ronda                       | J                           | G                           | E                           | P                           | GF                          | GC                          |
| --------------------------- | --------------------------- | --------------------------- | --------------------------- | --------------------------- | --------------------------- | --------------------------- | --------------------------- |
| 1989                        | No participó                | No participó                | No participó                | No participó                | No participó                | No participó                | No participó                |
| 1992                        | No participó                | No participó                | No participó                | No participó                | No participó                | No participó                | No participó                |
| 1996                        | No clasificó                | No clasificó                | No clasificó                | No clasificó                | No clasificó                | No clasificó                | No clasificó                |
| 2000                        | No clasificó                | No clasificó                | No clasificó                | No clasificó                | No clasificó                | No clasificó                | No clasificó                |
| 2004                        | No clasificó                | No clasificó                | No clasificó                | No clasificó                | No clasificó                | No clasificó                | No clasificó                |
| 2008                        | No clasificó                | No clasificó                | No clasificó                | No clasificó                | No clasificó                | No clasificó                | No clasificó                |
| 2012                        | No clasificó                | No clasificó                | No clasificó                | No clasificó                | No clasificó                | No clasificó                | No clasificó                |
| 2016                        | No clasificó                | No clasificó                | No clasificó                | No clasificó                | No clasificó                | No clasificó                | No clasificó                |
| 2020                        | Octavos de final            | 4                           | 2                           | 1                           | 1                           | 6                           | 5                           |
| 2024                        | Cuartos de final            | 5                           | 2                           | 0                           | 3                           | 17                          | 27                          |
| Total                       | 2/10                        | 9                           | 4                           | 1                           | 4                           | 23                          | 32                          |

### Copa América de Futsal
| Copa América de Futsal | Copa América de Futsal | Copa América de Futsal | Copa América de Futsal | Copa América de Futsal | Copa América de Futsal | Copa América de Futsal | Copa América de Futsal |
| Año                    | Ronda                  | J                      | G                      | E                      | P                      | GF                     | GC                     |
| ---------------------- | ---------------------- | ---------------------- | ---------------------- | ---------------------- | ---------------------- | ---------------------- | ---------------------- |
| 1992                   | No participó           | No participó           | No participó           | No participó           | No participó           | No participó           | No participó           |
| 1995                   | No participó           | No participó           | No participó           | No participó           | No participó           | No participó           | No participó           |
| 1996                   | Fase de grupos         | 2                      | 0                      | 0                      | 2                      | 2                      | 23                     |
| 1997                   | No participó           | No participó           | No participó           | No participó           | No participó           | No participó           | No participó           |
| 1998                   | No participó           | No participó           | No participó           | No participó           | No participó           | No participó           | No participó           |
| 1999                   | No participó           | No participó           | No participó           | No participó           | No participó           | No participó           | No participó           |
| 2000                   | Fase de grupos         | 2                      | 1                      | 0                      | 1                      | 8                      | 9                      |
| 2003                   | Fase de grupos         | 2                      | 1                      | 0                      | 1                      | 6                      | 9                      |
| 2008                   | Noveno lugar           | 3                      | 1                      | 0                      | 2                      | 7                      | 8                      |
| 2011                   | Fase de grupos         | 4                      | 0                      | 1                      | 3                      | 4                      | 17                     |
| 2015                   | Séptimo lugar          | 4                      | 1                      | 1                      | 2                      | 10                     | 11                     |
| 2017                   | Sexto lugar            | 5                      | 2                      | 0                      | 3                      | 14                     | 22                     |
| 2022                   | Sexto lugar            | 5                      | 2                      | 1                      | 2                      | 11                     | 11                     |
| 2024                   | Tercer lugar           | 6                      | 3                      | 1                      | 2                      | 15                     | 7                      |
| Total                  | 9/14                   | 33                     | 11                     | 4                      | 18                     | 77                     | 117                    |

### Eliminatorias Sudamericanas de Futsal
| Eliminatorias Sudamericanas de Futsal | Eliminatorias Sudamericanas de Futsal | Eliminatorias Sudamericanas de Futsal | Eliminatorias Sudamericanas de Futsal | Eliminatorias Sudamericanas de Futsal | Eliminatorias Sudamericanas de Futsal | Eliminatorias Sudamericanas de Futsal | Eliminatorias Sudamericanas de Futsal |
| Año                                   | Ronda                                 | J                                     | G                                     | E                                     | P                                     | GF                                    | GC                                    |
| ------------------------------------- | ------------------------------------- | ------------------------------------- | ------------------------------------- | ------------------------------------- | ------------------------------------- | ------------------------------------- | ------------------------------------- |
| 2012                                  | Octavo lugar                          | 5                                     | 2                                     | 0                                     | 3                                     | 15                                    | 22                                    |
| 2016                                  | Quinto lugar                          | 5                                     | 3                                     | 0                                     | 2                                     | 17                                    | 17                                    |
| 2020                                  | Cuarto lugar                          | 6                                     | 4                                     | 0                                     | 2                                     | 14                                    | 14                                    |
| Total                                 | 3/3                                   | 16                                    | 9                                     | 0                                     | 7                                     | 46                                    | 53                                    |

### Juegos Panamericanos
| Futsal en los Juegos Panamericanos | Futsal en los Juegos Panamericanos | Futsal en los Juegos Panamericanos | Futsal en los Juegos Panamericanos | Futsal en los Juegos Panamericanos | Futsal en los Juegos Panamericanos | Futsal en los Juegos Panamericanos | Futsal en los Juegos Panamericanos |
| Año                                | Ronda                              | J                                  | G                                  | E                                  | P                                  | GF                                 | GC                                 |
| ---------------------------------- | ---------------------------------- | ---------------------------------- | ---------------------------------- | ---------------------------------- | ---------------------------------- | ---------------------------------- | ---------------------------------- |
| 2007                               | No clasificó                       | No clasificó                       | No clasificó                       | No clasificó                       | No clasificó                       | No clasificó                       | No clasificó                       |
| Total                              | 0/1                                | 0                                  | 0                                  | 0                                  | 0                                  | 0                                  | 0                                  |

### Juegos Suramericanos
| Futsal en los Juegos Suramericanos | Futsal en los Juegos Suramericanos | Futsal en los Juegos Suramericanos | Futsal en los Juegos Suramericanos | Futsal en los Juegos Suramericanos | Futsal en los Juegos Suramericanos | Futsal en los Juegos Suramericanos | Futsal en los Juegos Suramericanos |
| Año                                | Ronda                              | J                                  | G                                  | E                                  | P                                  | GF                                 | GC                                 |
| ---------------------------------- | ---------------------------------- | ---------------------------------- | ---------------------------------- | ---------------------------------- | ---------------------------------- | ---------------------------------- | ---------------------------------- |
| 1994                               | Sin datos                          | Sin datos                          | Sin datos                          | Sin datos                          | Sin datos                          | Sin datos                          | Sin datos                          |
| 1998                               | Sin datos                          | Sin datos                          | Sin datos                          | Sin datos                          | Sin datos                          | Sin datos                          | Sin datos                          |
| 2002                               | No participó                       | No participó                       | No participó                       | No participó                       | No participó                       | No participó                       | No participó                       |
| 2006                               | Fase de grupos                     | 4                                  | 0                                  | 0                                  | 4                                  | 6                                  | 24                                 |
| 2010                               | No participó                       | No participó                       | No participó                       | No participó                       | No participó                       | No participó                       | No participó                       |
| 2014                               | No participó                       | No participó                       | No participó                       | No participó                       | No participó                       | No participó                       | No participó                       |
| 2018                               | No participó                       | No participó                       | No participó                       | No participó                       | No participó                       | No participó                       | No participó                       |
| 2022                               | Sexto lugar                        | 5                                  | 0                                  | 2                                  | 3                                  | 5                                  | 9                                  |
| 2026                               | Por disputarse                     | Por disputarse                     | Por disputarse                     | Por disputarse                     | Por disputarse                     | Por disputarse                     | Por disputarse                     |
| Total                              | 3/9                                | 9                                  | 0                                  | 2                                  | 7                                  | 11                                 | 33                                 |

### Juegos Bolivarianos
| Fútbol sala en los Juegos Bolivarianos | Fútbol sala en los Juegos Bolivarianos | Fútbol sala en los Juegos Bolivarianos | Fútbol sala en los Juegos Bolivarianos | Fútbol sala en los Juegos Bolivarianos | Fútbol sala en los Juegos Bolivarianos | Fútbol sala en los Juegos Bolivarianos | Fútbol sala en los Juegos Bolivarianos |
| Año                                    | Ronda                                  | J                                      | G                                      | E                                      | P                                      | GF                                     | GC                                     |
| -------------------------------------- | -------------------------------------- | -------------------------------------- | -------------------------------------- | -------------------------------------- | -------------------------------------- | -------------------------------------- | -------------------------------------- |
| 2009                                   | Cuarto lugar                           | 3                                      | 0                                      | 1                                      | 2                                      | 7                                      | 11                                     |
| 2013                                   | Quinto lugar                           | 4                                      | 2                                      | 1                                      | 1                                      | 8                                      | 9                                      |
| 2017                                   | Cuarto lugar                           | 6                                      | 2                                      | 2                                      | 2                                      | 17                                     | 13                                     |
| 2022                                   | Cuarto lugar                           | 5                                      | 3                                      | 0                                      | 2                                      | 23                                     | 17                                     |
| 2024                                   | Por disputarse                         | Por disputarse                         | Por disputarse                         | Por disputarse                         | Por disputarse                         | Por disputarse                         | Por disputarse                         |
| Total                                  | 4/4                                    | 9                                      | 0                                      | 2                                      | 7                                      | 11                                     | 33                                     |

### Grand Prix
| Grand Prix de Futsal | Grand Prix de Futsal | Grand Prix de Futsal | Grand Prix de Futsal | Grand Prix de Futsal | Grand Prix de Futsal | Grand Prix de Futsal | Grand Prix de Futsal |
| Año                  | Ronda                | J                    | G                    | E                    | P                    | GF                   | GC                   |
| -------------------- | -------------------- | -------------------- | -------------------- | -------------------- | -------------------- | -------------------- | -------------------- |
| 2005                 | Sexto lugar          | 3                    | 0                    | 1                    | 2                    | 1                    | 12                   |
| 2006                 | No participó         | No participó         | No participó         | No participó         | No participó         | No participó         | No participó         |
| 2007                 | No participó         | No participó         | No participó         | No participó         | No participó         | No participó         | No participó         |
| 2008                 | Noveno lugar         | 6                    | 3                    | 0                    | 3                    | 9                    | 10                   |
| 2009                 | Noveno lugar         | 6                    | 3                    | 1                    | 2                    | 22                   | 19                   |
| 2010                 | No participó         | No participó         | No participó         | No participó         | No participó         | No participó         | No participó         |
| 2011                 | No participó         | No participó         | No participó         | No participó         | No participó         | No participó         | No participó         |
| 2013                 | No participó         | No participó         | No participó         | No participó         | No participó         | No participó         | No participó         |
| 2014                 | No participó         | No participó         | No participó         | No participó         | No participó         | No participó         | No participó         |
| 2015                 | No participó         | No participó         | No participó         | No participó         | No participó         | No participó         | No participó         |
| 2018                 | No participó         | No participó         | No participó         | No participó         | No participó         | No participó         | No participó         |
| Total                | 3/11                 | 15                   | 6                    | 2                    | 7                    | 32                   | 40                   |

## Resultados

### Últimos partidos y próximos encuentros
Victoria
     Empate
     Derrota
| Fecha                    | Ciudad    | Local        | Resultado | Visitante | Competición            |
| ------------------------ | --------- | ------------ | --------- | --------- | ---------------------- |
| 26 de agosto de 2024     | Rabat     | Marruecos    | 4:3       | Venezuela | Amistoso               |
| 30 de agosto de 2024     | Rabat     | Países Bajos | 3:5       | Venezuela | Amistoso               |
| 4 de septiembre de 2024  | Taskent   | Venezuela    | 2:2       | Panamá    | Amistoso               |
| 9 de septiembre de 2024  | Taskent   | BMB PFC      | 2:3       | Venezuela | Amistoso               |
| 16 de septiembre de 2024 | Bujará    | Irán         | 7:1       | Venezuela | Copa Mundial de Futsal |
| 19 de septiembre de 2024 | Bujará    | Francia      | 7:3       | Venezuela | Copa Mundial de Futsal |
| 22 de septiembre de 2024 | Taskent   | Venezuela    | 7:3       | Guatemala | Copa Mundial de Futsal |
| 25 de septiembre de 2024 | Andijon   | España       | 1:2       | Venezuela | Copa Mundial de Futsal |
| 29 de septiembre de 2024 | Taskent   | Ucrania      | 9:4       | Venezuela | Copa Mundial de Futsal |
| 7 de noviembre de 2024   | Fortaleza | Venezuela    | 2:0       | Ecuador   | Liga Evolución 2024    |
| 8 de noviembre de 2024   | Fortaleza | Colombia     | 0:1       | Venezuela | Liga Evolución 2024    |
| 9 de noviembre de 2024   | Fortaleza | Venezuela    | 1:9       | Brasil    | Liga Evolución 2024    |
| 10 de noviembre de 2024  | Fortaleza | Perú         | 3:3       | Venezuela | Liga Evolución 2024    |

## Entrenadores
| Entrenadores       | Período   | Partidos | Ganados | Empatados | Perdidos | Goles a favor | Goles en contra | % Victorias |
| ------------------ | --------- | -------- | ------- | --------- | -------- | ------------- | --------------- | ----------- |
| Álvaro Guevara     |           |          |         |           |          |               |                 |             |
| Gerardo Contreras  | 2011      | 0        | 0       | 0         | 0        | 0             | 0               | 0%          |
| Hermes González    | 2011-2014 |          |         |           |          |               |                 |             |
| Eudo Villalobos    | 2015-2017 |          |         |           |          |               |                 |             |
| Freddy González    | 2017-2022 |          |         |           |          |               |                 |             |
| Luis Ángel Sánchez | 2022-2023 |          |         |           |          |               |                 |             |
| Robinson Romero    | 2023-     |          |         |           |          |               |                 |             |
| TOTAL              |           |          |         |           |          |               |                 |             |

## Palmarés

### Selección absoluta
- Copa América de Futsal:
  -  Tercer lugar (1): 2024

- Juegos Suramericanos:
  -   Campeón (1): 1994

- Futsal Week April Cup:
  -  Subcampeón (1): 2024

### Selecciones juveniles
- Campeonato Sudamericano de Futsal Sub-20:
  -  Subcampeón (1): 2004
  -  Tercer lugar (3): 2006, 2008, 2016

- Campeonato Sudamericano de Futsal Sub-17:
  -  Tercer lugar (3): 2016, 2022, 2024

### Juegos Bolivarianos de la Juventud
| Año        | Ronda | Posición       | PJ | PG | PE | PP | GF | GC | Dif |
| ---------- | ----- | -------------- | -- | -- | -- | -- | -- | -- | --- |
| Sucre 2024 | Grupo | Medalla de Oro | 3  | 2  | 1  | 0  | 14 | 9  | +5  |